# Футбольный матч Мексика — Коста-Рика (2001)
Футбольный матч Мексика — Коста-Рика, состоявшийся 16 июня 2001 года в Мехико на стадионе «Ацтека» и ставший известным как «Ацтекасо» (исп. Aztecazo) — игра четвёртого игрового дня финального раунда отбора на чемпионат мира 2002 года в зоне КОНКАКАФ. Обе сборные подошли к турниру с 4 очками, проиграв в гостях сборной США. По словам журналиста Арнольдо Ривера из коста-риканской газеты «La Nación», этот матч был критически важным для обеих команд.
Сборная Коста-Рики пропустила в первом тайме гол, который забил головой Хосе Мануэль Абундис, однако во втором тайме сумела сравнять счёт и вырвать победу. Голы за Коста-Рику забили Роландо Фонсека и Эрнан Медфорд. Впервые в истории Мексика проиграла матч отборочного турнира к чемпионату мира на «Ацтеке», и этот матч вошёл в историю как «Ацтекасо» (название предложила газета «La Nación»). Благодаря этой победе Коста-Рика заняла 1-е место в финальном раунде с 23 очками и квалифицировалась на чемпионат мира. Мексика вскоре проиграла Гондурасу и вынуждена была отправить в отставку тренера Энрике Меса, но вышла на чемпионат мира со 2-го места, победив в ответном матче Гондурас на «Ацтеке».

## Предыстория

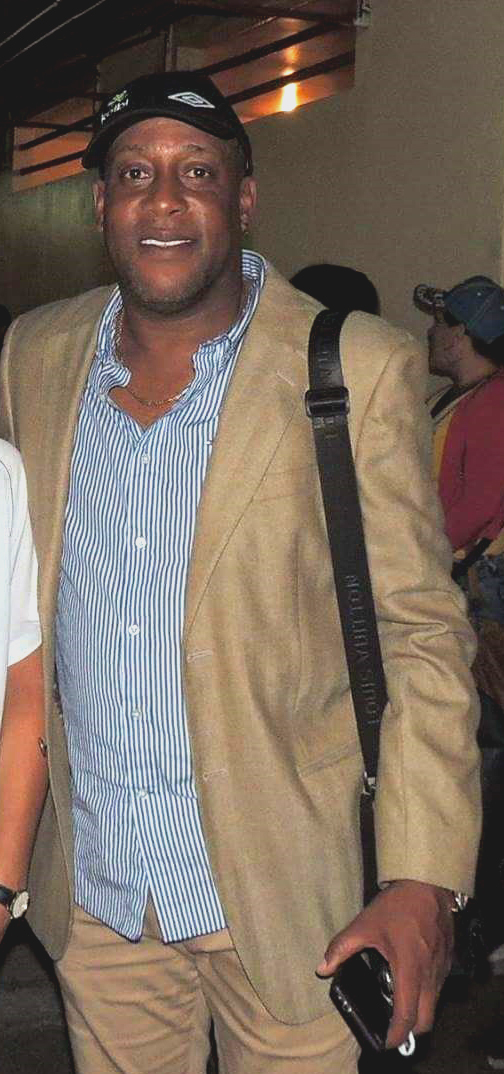
Эрнан Медфорд, забивший победный гол

До этого матча сборная Мексика не терпела поражений в официальных матчах отборочных турниров чемпионата мира на стадионе «Ацтека», хотя в товарищеских встречах проигрывала сборным Венгрии, Бразилии, Италии, Перу, Чили и Испании с 1967 по 1981 годы. Предыдущая встреча между сборными состоялась 9 ноября 1997 года в рамках отбора на чемпионат мира во Франции и завершилась со счётом 3:3, что не позволило Коста-Рике выйти на чемпионат мира.
К матчу обе команды подошли с 4 очками в активе по итогам трёх туров: таблицу возглавляла сборная США, победившая дома обе команды. Коста-Рика сыграла вничью с Гондурасом в Сан-Хосе и победила Тринидад и Тобаго в Алахуэле, а мексиканцы сыграли вничью с тринидадцами в Порт-оф-Спейн и победили Ямайку в Мехико на «Ацтеке». Однако обе сборные были морально подавлены из-за проваленных турниров: на Кубке наций Центральной Америки Коста-Рика проиграла его победителю, Гватемале, а Мексика потерпела неудачу на Кубке конфедераций 2001 и проиграла Англии 0:4 в товарищеском матче.
За несколько дней до матча коста-риканский игрок Эрнан Медфорд заявил, что Мексика не является «гигантом КОНКАКАФ» и не может быть непобедимой командой, в ответ на что Рафаэль Маркес заявил, что команды говорят на поле, а не вне поля, и пообещал проверить истинность слов Медфорда. Хоакин дель Ольмо выразил своё недовольство Медфордом, который, по его словам, уже надоел своими высказываниями всей Мексике, в ответ на что Медфорд заявил, что не собирается влезать в скандалы и не будет более мягким в высказываниях.

## Ход игры

### Первый тайм
На 7-й минуте Мексика забила первый гол: подача Виктора Руиса завершилась точным ударом головой Хосе Мануэля Абундиса, который перепрыгнул Хильберто Мартинеса и поразил владения Эрика Лонниса. Празднуя свой гол, Абундис снял футболку, показав майку с надписью «Профессор Меса, мы с Вами» (исп. Profe Meza, estamos con usted) в поддержку тренера сборной Энрике Меса. В течение первого тайма сборная Коста-Рики играла крайне слабо в обороне, не помогая своему вратарю. Голевой момент был у Пауло Ванчопе, но его удар взял Освальдо Санчес. Журналист Арнольдо Ривера критиковал сборную за то, что они не помогали Ванчопе в атаке. На 40-й минуте на поле вышел Роландо Фонсека вместо Родриго Кордеро.

### Второй тайм
На 52-й минуте мексиканцы выпустили на поле Сезарео Викторино, который стал создавать больше моментов для Мексики, но его прикрывали защитники Луис Марин и Хильберто Мартинес. Во втором тайме активным стал у костариканцев полузащитник Вильмер Лопес, которого назвали «свечой зажигания» в команде. На поле вышел на 59-й минуте Уильям Сансинг вместо Карлоса Кастро Моры, чья скорость вынудила мексиканца Дуилио Давино в конце концов сфолить против Сансинга перед штрафной. Роландо Фонсека пробил его на 72-й минуте, и после его удара правой ногой счёт сравнялся.
На 80-й минуте вместо Пауло Ванчопе вышел Эрнан Медфорд. На 86-й минуте Фонсека неожиданно пробил правой ногой с дальней дистанции, и хотя этот удар отбил Освальдо Санчес, но на добивании первым оказался Медфорд, который забил второй гол Коста-Рики. Только 16 марта 2017 года арбитр из Гватемалы Карлос Батрес, судивший этот матч, признал, что Медфорд находился в офсайде и что гол нельзя было засчитывать. На последних минутах Эрик Лоннис отразил опасный удар мексиканцев и сохранил победный счёт для своей команды.

### Подробности матча
| Мексика                 | 1–2   | Коста-Рика                              |
| ----------------------- | ----- | --------------------------------------- |
| Хосе Мануэль Абундис 7′ | Отчёт | 72′ Роландо Фонсека · 86′ Эрнан Медфорд |

| МЕКСИКА | КОСТА-РИКА |

| ВР          | 24 | Освальдо Санчес      |     |     |
| ЗЩ          | 2  | Клаудио Суарес       |     |     |
| ЗЩ          | 5  | Дуилио Давино        | 61' |     |
| ЗЩ          | 13 | Павел Пардо          | 26' |     |
| ЗЩ          | 18 | Сальвадор Кармона    | 64' |     |
| ПЗ          | 6  | Марко Антонио Руис   |     | 67' |
| ПЗ          | 14 | Хоакин дель Ольмо    |     | 75' |
| ПЗ          | 19 | Мигель Сепеда        |     | 52' |
| ПЗ          | 20 | Виктор Руис          |     |     |
| НП          | 9  | Хосе Мануэль Абундис |     |     |
| НП          | 15 | Луис Эрнандес        |     |     |
| Замены:     |    |                      |     |     |
| ВР          | 1  | Хорхе Кампос         |     |     |
| ЗЩ          | 3  | Серхио Альмагер      |     |     |
| ПЗ          | 8  | Херардо Торрадо      |     |     |
| НП          | 11 | Даниэль Осорно       |     | 67' |
| НП          | 17 | Франсиско Паленсия   |     | 75' |
| ПЗ          | 21 | Сесарео Викторино    |     | 52' |
| НП          | 23 | Харед Борхетти       |     |     |
| Тренер:     |    |                      |     |     |
| Энрике Меса |    |                      |     |     |

| ВР                  | 1  | Эрик Лоннис        |     |     |
| ЗЩ                  | 2  | Джервис Драммонд   |     |     |
| ЗЩ                  | 3  | Луис Марин         | 62' |     |
| ЗЩ                  | 5  | Хильберто Мартинес |     |     |
| ЗЩ                  | 21 | Рейнальдо Паркс    |     |     |
| ЗЩ                  | 22 | Карлос Кастро      | 28' | 59' |
| ПЗ                  | 6  | Вильмер Лопес      |     |     |
| ПЗ                  | 8  | Маурисио Солис     | 55' |     |
| ПЗ                  | 19 | Родриго Кордеро    | 40' |     |
| НП                  | 9  | Пауло Ванчопе      | 64' | 80' |
| НП                  | 16 | Стивен Брайс       |     |     |
| Замены:             |    |                    |     |     |
| НП                  | 7  | Роландо Фонсека    |     | 40' |
| ПЗ                  | 10 | Вальтер Сентено    |     |     |
| ЗЩ                  | 14 | Остин Берри        |     |     |
| ЗЩ                  | 15 | Харольд Уоллас     |     |     |
| НП                  | 17 | Эрнан Медфорд      |     | 80' |
| ВР                  | 18 | Лестер Морган      |     |     |
| НП                  | 20 | Уильям Сансинг     |     | 59' |
| Тренер:             |    |                    |     |     |
| Алешандре Гимарайнс |    |                    |     |     |

## Реакция

### Игроки и тренеры
За право взять интервью у героя матча Эрнана Медфорда боролись многие газеты США, Мексики и Коста-Рики, что коста-риканская газета «La Nación» назвала также «ожесточённой схваткой». Медфорд назвал этот матч историческим результатом и поблагодарил тренера сборной Алешандре Гимарайнса: благодаря его голевому пасу в 1990 году на матче чемпионата мира в Италии Медфорд забил гол в ворота сборной Швеции, а спустя 11 лет оказал ответную услугу и помог сборной одержать важнейшую победу в истории футбола — впервые обыграть Мексику в официальном матче на «Ацтеке». Алешандре Гимарайнс назвал эту победу своим величайшим триумфом за всю карьеру игрока и тренера, которую не одерживал даже на любительском уровне, и отметил, что команда добилась подобной победы благодаря своему желанию и мастерству.
К спокойствию призвал Вильмер Лопес, отметив, что несмотря на историческую победу и радость от неё, команда ещё не прошла до конца всю квалификацию. Забивший первый гол Роландо Фонсеко в шутку перефразировал предматчевое высказывание Эрнана Медфорда, сказав, что Мексика больше не является великой футбольной державой и «родиной томатов», а «великим может быть только Господь». Нападающий Пауло Ванчопе выразил благодарность всем коста-риканцам, верившим в сборную. Джервис Драммонд выразил важность победы над Мексикой в борьбе за поездку на чемпионат мира, поскольку команда в этом матчем не опускала руки и сумела справиться с проблемами после быстрого гола. Наконец, Эрик Лоннис описал свой сэйв в конце матча: «Я увидел, как падал мяч, и решил выставить руку. Моя позиция помогла мне отразить удар и сохранить результат».
Тренер мексиканцев Энрике Меса признал закономерность победы Коста-Рики, которая смотрелась гораздо лучше, а также признал факт проблем в сборной Мексики, из-за которых мексиканцы долгое время не могли выиграть. Он также заявил, что не намерен уходить в отставку, поскольку вкладывает все свои силы в выступление сборной. Нападающий Луис Эрнандес признал, что болельщики утратили доверие к сборной Мексики.

### СМИ
Средства массовой информации Коста-Рики опубликовали серию статей о победе: 17 июня газета «La Nación» на своём сайте и в свежем номере опубликовала статьи под заголовком «Ацтекасо!» (исп. ¡Aztecazo!) с фотографиями Медфорда и Фонсеки, праздновавших второй гол. По этому заголовку, схожему со словом «Мараканасо», и был назван весь матч. Газета «Diario Extra» пошутила над мексиканцами, опубликовав статью под заголовком «Ну что, пацаны!» (исп. ¡Quiúbole, manitos!).
Мексиканская газета «Reforma» назвала эту победу «антологической» для Коста-Рики и отметила, что на стадионе «Ацтека» царила атмосфера похорон, за исключением трибуны коста-риканцев, праздновавших победу. «El Universal» была краткой: в статье «Коста-Рика похоронила Мексику» говорилось, что благодаря «Лос Тикос» и Медфорду со сборной Мексики уже никто не считается в КОНКАКАФ. Агентство новостей EFE сообщило, что сборную Коста-Рики поздравлял с победой присутствовавший на матче президент Коста-Рики Мигель Анхель Родригес Эчеверрия. Мексиканские фанаты, ошарашенные поражением сборной, после молчания стали освистывать игроков и скандировать «Меса, уходи!» и «Верните билеты!».
И в настоящее время все спортивные аналитики считают это поражение сборной Мексики одной из худших игр в её истории. 25 июля 2013 года Альберто Эрнандес на телеканале ESPN Deportes включил это поражение в список 10 самых болезненных поражений в истории сборной Мексики; Дэн Фридман с телеканала Univisión назвал игру одним из крупнейших унижений «Эль Три», а Хорхе Гарсия из газеты «Milenio» причислил 16 июня 2001 года к «чёрным дням спорта Мексики».

## Последствия
Набрав рекордные 23 очка, сборная Коста-Рики вышла в финальный этап чемпионата мира 2002 года с первого места. Через 4 дня после «Ацтекасо» сборная Мексики проиграла в гостях Гондурасу со счётом 1:3, которое стало шестым подряд для мексиканцев, и Энрике Меса вынужден был уйти в отставку. Его преемником стал Хавьер Агирре, который помог Мексике выйти на чемпионат со 2-го места, победив сборную Гондураса в домашнем матче 3:0. Коста-Рика на чемпионате мира не преодолела групповой этап: в группе C она победила сборную Китая, сыграла вничью со сборной Турции и проиграла Бразилии, а путёвку в плей-офф Турция получила по дополнительным показателям. Мексика вышла из группы G вместе со Италией, с которой сыграла вничью, и опередила в группе команды Хорватии и Эквадора, а в 1/8 финала уступила США.
Следующую победу над Мексикой Коста-Рика одержала только спустя 12 лет, проиграв за это время Мексике дважды со счётом 2:0 в отборе на чемпионаты мира 2006 и 2010 годов, а в отборе на чемпионат мира 2014 года потерпев поражение 0:1 и сыграв нулевую ничью. 15 октября 2013 года на Национальном стадионе Коста-Рики с тем же счётом 2:1 Коста-Рика победила Мексику и вышла на чемпионат мира в Бразилии, выбив Мексику из борьбы за прямое попадание. С момента гола Эрнана Медфорда коста-риканцы больше не забивали на «Ацтеке». Мексика же проиграла потом ещё дважды на «Ацтеке» в товарищеских матчах сборным Парагвая и США.

### «Ацтекасо» Гондураса
6 сентября 2013 года исторический успех Коста-Рики повторила и сборная Гондураса, обыграв со счётом 2:1 команду Мексики и почти полностью повторив действия коста-риканцев. По совпадению, Гондурас точно так же пропустил быстрый гол, но отыгрался во втором тайме и удержал победу. Мексиканская газета Récord отметила, что вратарь Хесус Корона пропустил гол Джерри Бенгтсона из-за собственной ошибки, как и Освальдо Санчес допустил ошибку перед голом Эрнана Медфорда. В испаноязычной прессе это поражение назвали также «Ацтекасо», но с написанием Haztecazo (оригинальное название матча в Коста-Рике — Aztecazo), где буква H была первой от самоназвания страны Honduras и по правилам испанского языка не читалась.
| Мексика           | 1–2   | Гондурас                               |
| ----------------- | ----- | -------------------------------------- |
| Орибе Перальта 6′ | Отчёт | 63′ Джерри Бенгтсон · 66′ Карло Костли |